# سه‌گانه برلین
سه‌گانهٔ برلین (انگلیسی: Berlin Trilogy) متشکل از سه آلبوم استودیویی اثر موسیقی‌دان انگلیسی دیوید بویی است که به‌صورت متوالی منتشر شده‌است: کم، «قهرمانان» (هر دو ۱۹۷۷) و
مستأجر (۱۹۷۹). این سه‌گانه پس از نقل مکان بویی از لس آنجلس، کالیفرنیا به اروپا برای رهایی از اعتیاد شدید به مواد مخدر شکل گرفت. تأثیرات روی این اثر کراوت‌راک، ژانر موسیقی آلمان، و آلبوم‌های اخیر موسیقی‌دان انگلستانی برایان اینو را در بر می‌گرفت. در پی لغو ساخت آلبوم موسیقی متن برای مردی که به زمین سقوط کرد (۱۹۷۶؛ که بویی در آن ایفای نقش کرد)، بویی تور ایزولار را برگزار و سپس به اروپا نقل مکان کرد. قبل از آغاز کار روی این سه‌گانه، بویی اولین آلبوم انفرادی ایگی پاپ به نام ابله (۱۹۷۷) را نوشت و تهیه کرد که صدایی شبیه به آنچه که بویی در این سه‌گانه تجربه می‌کرد دارد. او همچنین قبل از ضبط «قهرمانان» در ساخت دومین آلبوم انفرادی پاپ به‌نام شهوت زندگی مشارکت داشت؛ هر دوی این آلبوم‌ها در ۱۹۷۷ منتشر شدند.
بویی این سه‌گانه را با همکاری برایان اینو و تهیه‌کنندهٔ آمریکایی تونی ویسکانتی ضبط کرد. این آلبوم‌ها دارای فرآیندهای ضبط مشابهی بودند. ابتدا قطعه‌ها
پس‌زمینه ضبط شد و پس از آن اورداب‌ها به همراه متن و آواز نوشته و ضبط شدند. گیتاریست‌های کینگ کریمسون، رابرت فریپ و آدریان بیلو به ترتیب با گیتار لید در ساخت «قهرمانان» و مستأجر همکاری کردند. کانسکونس آو ساند از این سه‌گانه به‌عنوان «سه بُرد پیاپی در آرت راک» یاد کرد. کم و «قهرمانان» ژانرهای الکترونیک و امبینت را تجربه می‌کنند. هر دو آلبوم دارای ساختارهای مشابهی هستند که دارای قطعه‌های متداول‌تر در سمت نخست و آلات ساز در سمت دوم هستند. از سوی دیگر، مستأجر  که پس از تور جهانی ایزولار دوم ضبط شده، دارای طیف گسترده‌ای از سبک‌های موسیقی، از قبیل موج نو و رگی با ترانه‌های متأثر‌تر هست؛ هر دو طرف این آلبوم از لحاظ موضوعی اشعار مختلفی دارد.
بویی در طول تبلیغ مستأجر شروع به اشارهٔ این سه آلبوم به عنوان یک سه‌گانه برلین‌محور کرد؛ اگرچه «قهرمانان» تنها بخش از سه‌گانه بود که به کاملاً در شهر برلین ضبط شد، بیشتر قطعه‌های کم در فرانسه و مستأجر در سوئیس و شهر نیویورک ضبط شده‌است. اگرچه این سه‌گانه از نظر چارچوب هنری قابل توجه است اما از لحاظ تجاری با موفق کمی همراه بوده‌است. بویی بعداً موسیقی این سه‌گانه را «دی‌ان‌ای» خود نامید. اگرچه این سه‌گانه در زمان پخش نظرات ضد و نقیضی داشت، اما با گذشت زمان تحسین گسترده‌ای را به خود جلب کرده و بسیار تأثیرگذار است. کم تأثیر عمده‌ای را بر ژانر پست-پانک گذاشت و الهام‌بخش هنرمندانی مانند جوی دیویژن و گری نیومن بود. عناصر مستأجر به‌عنوان پیشرویی برای ژانر موسیقی ملل شناخته شده‌است. فیلیپ گلس، آهنگساز و پیانیست آمریکایی، این سه آلبوم را به‌صورت سمفونی کلاسیک اقتباس کرد. این سه‌گانه در سال ۲۰۱۷ به‌عنوان بخشی از یک کلکسیون جعبه‌ای با نام یک حرفهٔ جدید در یک شهر جدید (۱۹۷۷–۱۹۸۲) بازسازی شد.